# 대구광역시남부교육지원청
대구광역시남부교육지원청(大邱廣域市南部敎育支援廳, Daegu Nambu Office of Education)은 대한민국 대구광역시 남구와 달서구를 관할하는 대구광역시교육청 산하의 교육지원청이다.
교육장은 장학관으로 보한다.

## 산하기관

### 달서구
초등학교
| - 대구감삼초등학교 - 대구감천초등학교 - 대구교육대학교 대구부설초등학교 - 대구남부초등학교 - 대구남송초등학교 - 대구내당초등학교 - 대구노전초등학교 - 대구대곡초등학교 - 대구대남초등학교 - 대구대서초등학교 - 대구대진초등학교 - 대구덕인초등학교 - 대구도원초등학교 | - 대구본리초등학교 - 대구상원초등학교 - 대구상인초등학교 - 대구선원초등학교 - 대구성곡초등학교 - 대구성남초등학교 - 대구성당초등학교 - 대구성산초등학교 - 대구성서초등학교 - 대구성지초등학교 - 대구송일초등학교 - 대구송현초등학교 - 대구신당초등학교 | - 대구신서초등학교 - 대구신월초등학교 - 대구신흥초등학교 - 대구와룡초등학교 - 대구용산초등학교 - 대구용전초등학교 - 대구용천초등학교 - 대구월곡초등학교 - 대구월배초등학교 - 대구월서초등학교 - 대구월성초등학교 - 대구월암초등학교 - 대구월촌초등학교 - 대구유천초등학교 | - 대구이곡초등학교 - 대구장기초등학교 - 대구장동초등학교 - 대구장산초등학교 - 대구장성초등학교 - 대구조암초등학교 - 대구죽전초등학교 - 대구진월초등학교 - 대구진천초등학교 - 대구파호초등학교 - 대구학산초등학교 - 대구한샘초등학교 - 대구한솔초등학교 | - 대구한실초등학교 - 대구호산초등학교 - 효성초등학교 |

중학교
| - 경암중학교 - 구남중학교 - 대건중학교 - 대곡중학교 - 대구남중학교 - 대서중학교 - 대진중학교 - 도원중학교 | - 동본리중학교 - 본리중학교 - 상서중학교 - 상원중학교 - 상인중학교 - 성곡중학교 - 성당중학교 - 성산중학교 | - 성서중학교 - 성지중학교 - 송현여자중학교 - 신당중학교 - 영남중학교 - 와룡중학교 - 용산중학교 - 원화중학교 | - 월배중학교 - 월서중학교 - 월암중학교 - 이곡중학교 - 조암중학교 - 죽전중학교 - 학산중학교 - 효성중학교 |

### 남구
초등학교
| - 남대구초등학교 - 대구남덕초등학교 - 대구남도초등학교 | - 대구남명초등학교 - 대구대덕초등학교 - 대구대명초등학교 | - 대구대봉초등학교 - 대구봉덕초등학교 - 대구성명초등학교 | - 대구영선초등학교 - 대구효명초등학교 |

중학교
| - 경상중학교 - 경일여자중학교 | - 경혜여자중학교 - 대구중학교 | - 대명중학교 - 협성경복중학교 |

## 같이 보기
- 대한민국 교육부